# Plectorhinchus celebicus
Plectorhinchus celebicus es una especie de peces de la familia Haemulidae en el orden de los Perciformes.

## Morfología
• Los machos pueden llegar alcanzar los 49 cm de longitud total.

## Distribución geográfica
Se encuentra desde las Molucas hasta Papúa Nueva Guinea, las Islas Ryukyu, la Gran Barrera de Coral y Palaos (Micronesia)